# Kirbos
Kirbos je priimek v Sloveniji, ki ga je po podatkih Statističnega urada Republike Slovenije na dan 1. januarja 2010 uporabljalo manj kot 5 oseb.

## Znani nosilci priimka
- Irena Kirbos (r. Litvinova) (1914—1965), baletna plesalka, koreografinja in pedagoginja
- Maks Kirbos (1914—1972), baletni plesalec, koreograf in pedagog